# ラディアホールディングス・プレミア
ラディアホールディングス・プレミア株式会社（英称：Radia Holdings Premier, Inc.）は、かつて存在していたラディアホールディングス（旧 グッドウィル・グループ、現 テクノプロ・ホールディングス）の中間持株会社。2007年5月1日から2008年9月30日まで社名は、株式会社グッドウィル・プレミアだった。その前身は人材派遣、業務請負大手、株式会社クリスタル（グループ）。

## 概要
傘下には多数のグループ会社がある純粋持株会社。2006年10月31日、グッドウィル・グループに約880億円で買収された。詳細は買収の項目に記載するが、ラディアホールディングスの当該項目も参照のこと。
かつてはクリスタルショップやクリスタル観光バス、クリスタルタクシー（タクシー事業）などの会社も保有していた。いずれの会社も2007年4月に売却され、グループから離脱している。
2010年4月30日株主総会の決議により解散。5月21日に東京地方裁判所から特別清算の開始決定を受け、同年11月23日付で特別清算終結決定となり、消滅した。

### 会社情報
2007年5月現在。
- グループ会社数：国内20社　海外8社
- 取引銀行：三菱東京UFJ銀行、みずほ銀行、りそな銀行、京都銀行

グッドウィルの買収前は、グループ全体で見れば、スタッフサービスやテンプスタッフ、パソナなどの同業大手を凌駕する売り上げがあったにもかかわらず、従業員数の割りに各社の資本金が異常に少ないのが特徴である。株式会社の最低資本金規定だった1,000万円程度だったケースが多く、現在でも数万人をかかえているところでも数千万円になっている会社がほとんどである。
業界団体である日本人材派遣協会や日本生産技能労務協会には加盟しておらず、会計が不明瞭ゆえか、企業ランキングや業界地図などからは除外されており、会社四季報未上場会社版にも掲載されていなかった（グループ内数社が個別に掲載されていたにとどまる）。会計は現在は上場企業であるグッドウィル・グループの連結対象であり、比較的明瞭になっている。
朝日新聞は2008年春の株式上場を目指していると報じていたが、グッドウィル・グループへの取り込みに近い形のグループ再編が進んだ上、系列となったコムスンおよびグッドウィルの行政処分の影響もあり実現可能性はなくなった。

### 事業所
- 本社 東京都港区赤坂六丁目10番1号
- 支店
  - 東京支店（東京都新宿区、新宿NSビル内）
  - 大阪支店（大阪市北区）
  - 名古屋支店（愛知県名古屋市）
  - 横浜支店（神奈川県横浜市）
  - 博多（九州）支店（福岡県福岡市）
- 合同営業所 主要都市 136拠点
- 海外拠点 北米・欧州を中心に展開
- 研修センター 7箇所

その他工場・倉庫等を保有

## 沿革

### 創業
1974年（昭和49年）5月、林純一が綜合サービスを設立して業務請負業として人材派遣を始める。
グッドウィルによる買収直前まで株式の9割弱を保有する典型的企業オーナーで、業界団体に加盟せず、京都経済界の会合にも出席せず、同業関係者とも顔を会わさないなどと週刊東洋経済2003年2月号などで喧伝されている。

### 分社化路線
1986年頃から全国展開するも、京都本社は地場の同業他社に競合負けが続発したため、営業所を拠点ごとに分社して決裁や求人採用決定の迅速化を図り新規取引を拡大する。分社後は各々の営業地域でグループ社同士の複数競合も多々見られる。1994年頃、吉澤正登が社長に就任すると、グループの業績は倍々で拡大していく。

### 問題表面化
グループ業績の進展に伴い2000年代はテレビCM放映などで認知度は向上するも、子会社ネクスターが訴訟問題、ニコンの意向に沿った対応に終始して7月にニコンも含む民事訴訟へ発展して以降、「闇夜のカラス」や「異形の帝国」などマスコミなどで揶揄される。

### グループ再編
2004年頃から人材業界の成長鈍化に加え裁判事案やスピンオフによるライバル会社設立や従業員引き抜かれなどが影響し、一般管理費に比して低資産と評価されたため、2005年頃からグループ内同業社を合併や統合して管理費抑制を図る。

### グループ売却へ
2005年暮れ頃からグループ全体や複数子会社の売却が計画されていると、東洋経済2006年11月号は記事している。
社長の吉澤は取引がある三和銀行のOB2人に依頼して全株式を投資ファンド（コリンシアンパートナーズ）へ売却を提案し売却。2006年10月31日にグッドウィル・グループがクリスタル社株を保有する投資ファンドへ系列人材投資ファンドから出資して連結子会社化した後11月1日に役員（菊地・折口・川上）を就任させるが、不透明取引疑義について東京証券取引所から報告を求められている、とFACTA2007年8月号は記事している。

### 買収後
グッドウィルは「株式会社クリスタル」を東京へ移転、各社名変更、介護部門と労働者派遣事業以外を売却してクリスタル系列各社の再編を図り、2007年5月1日に「株式会社クリスタル」から「株式会社グッドウィル・プレミア」へ社名変更している（以下、プレミア、傘下各社はプレミア系と記する）。
2007年6月に兄弟会社コムスンの行政処分が影響して介護事業を廃止し、子会社プレミア・メディカルケアの子会社で孫会社に当たる日本シルバーサービスへ事業譲渡を企図するも成就せず第三者法人へ譲渡し、経営赤字のプレミア系介護事業もグループから離脱している。
2007年11月1日に主力のハイラインとシースタイルを合併してプレミアラインになる。
2007年12月1日に六本木ヒルズ森タワー35階から、赤坂ミッドタウン・タワー28階へ本社を移転する。
2008年10月1日に「ラディアホールディングス・プレミア株式会社」へ社名変更する。

### ラディアホールディングス・プレミアの終焉
2007年6月にグループ主要会社コムスンが介護保険法違反で厚生労働省から業務改善勧告を、2008年1月にグッドウィルが労働者派遣法違反で厚生労働省から業務停止命令を、それぞれ受けるなどグループの規範意識欠如が大きく取り沙汰される。
2008年10月にグッドウィル・プレミアから現商号へ変更して再建を図るも、2009年9月にラディアホールディングスが事業再生ADR適用を申請する。ラディアホールディングス・プレミアはラディアホールディングスグループの1社だが、同年12月に第三者から担保権を執行されてラディアホールディングスの連結対象除外になり、2010年4月30日に株主総会決議により解散し、5月21日に東京地方裁判所から特別清算開始の決定を受け、11月23日付で特別清算終結が決定して完全消滅する。負債は推定90億円。

## 問題
グッドウィルによる買収以前には、以下の点が問題視されていた。
以下の記述はこれまでの報道・公的情報を要約して箇条書きにしたものであり、詳細は後述の各報道記事および公的情報源を参照のこと。また、すべて買収以前のものであり、いくつかは解消に向かっている可能性がある。
- グループ全体にわたる偽装請負行為

本件は同社への信用を落とす原因となっている。業界でも突出しているといわれ、共産党が国会でこの手の質問をするときは必ず名前が挙がっていた。詳細は議事録を検索参照。
- 悪い意味でのワンマン体制。
- 不可解な業務命令。
- 子会社の頻繁な社名変更や濫造解体。処分逃れの偽装解散・合併を疑われている。

資本金1千万円程度で会社を次々と設立、同じビル内で複数の会社の事務所を共有するという特徴を持つ。
- 契約内容に反した違法・不法就労や不当労働行為。
- 人員確保だけを目的とした虚偽の求人広告の乱発。
- 公式サイトの閉鎖、業界団体への非加盟など、企業情報の非公開。
- 申告漏れなどの不適正な会計処理

## 報道

### 経済系雑誌
クリスタル批判の先鋒を切ったのは「週刊東洋経済」である。同誌は2003年2月と6月の2度にわたり、「異形の帝国」なる表現を用いて、同社の異常な体質が綴られた記事を掲載した。2004年12月、「週刊ダイヤモンド」にも同様の記事が掲載され、隠し撮り写真が掲載されたことで関係者に衝撃を与えた。2005年8月に行政処分について掲載した。
2004年から2005年にかけて「週刊エコノミスト」が業界全体を問題視する形で、「日経ビジネス」も高速バス関連の記事で、間接的に本グループにそれぞれ触れている。
その後、東洋経済は続報を掲載してこなかったが、2006年9月16日号の特集にて間接的に、また編集後記でも名誉毀損裁判のことに関して実名は出していないが触れている。コラボレートの行政処分発令にあわせて2006年10月14日号にてクリスタルの実名入り記事を掲載した。
経済系雑誌の中でまったく触れることのなかった日経ビジネスは2006年10月16日号にてクリスタルを名指しで批判する記事を掲載した。ここでコラボレートが処分を受けた受け入れ先企業が明らかとなっている。
買収に関する記事を2006年11月末に東洋経済とダイヤモンドがそれぞれ記事にしている。東洋経済は写真を初掲載、この買収を関係者の言葉を借りて「どうやって買収資金を回収するのか疑問」と評している。東洋経済、ダイヤモンドとも「問題山積」と懸念しつつも、クリスタル、ひいては業界の健全化への第一歩と、一定の評価をしていることは行間からうかがえる。

### 新聞報道
しんぶん赤旗がたびたび取り上げている。2005年1月7日と12月31日に毎日新聞が特集記事を掲載している。毎日新聞では、子会社社長に配布した内部資料に「業界ナンバー1になるには違法行為が許される」との記載があったことを取りあげて、企業倫理の無さを問題視していた。
2006年1月6日付サンケイスポーツにて、クリスタル観光バスにおいて飲酒問題が発覚したと報道がされている。
後述する「コラボレート事業停止命令決定へ」との報道が2006年9月30日付読売新聞・朝日新聞各紙にてなされ、共同通信を通して各地方紙にも配信された。読売新聞大阪版はさらに処分へいたる背景まで記事にした。10月3日に正式な処分発令がなされるとほぼ同様に処分内容についての報道がなされた。いずれの報道もほとんどの機関で“「クリスタル」グループの「コラボレート」”という形での報道だった。
2007年4月現在、各新聞が大きく取り上げたのは以下の通り。
- 派遣社員過労自殺裁判の地裁判決報道

毎日新聞が1面トップで伝えているのをはじめ、各新聞が記事の扱いの差こそあれ掲載している。
- 申告漏れ報道
- コラボレート事業停止命令報道
- 買収報道

主に日本経済新聞および朝日新聞が伝えている。

## 裁判
原則として2011年10月現在。一部出典：グッドウィルの事業計画書より

### 被告として
計3件抱えている（1件敗訴確定）。いずれも個人が原告である。かつては、クリスタル観光バスの雇用条件をめぐる訴訟を3件抱えていたが、グループ離脱のため除外された。
- 子会社アテスト（旧・ネクスター）がニコンへ「裏派遣」していた従業員の過労自殺の責任追及の裁判を提起され、2005年3月31日に原告へ7050万円の賠償を命じる東京地方裁判所の判決が下される（請求は1億4400万円）。被告アテストは即日控訴。ニコン及び原告も後日控訴。この審理は2008年後半に終盤を迎えたが、結審に先立ち裁判長は和解勧告を提起したものの、結局折り合わず判決言い渡しのため結審した。2009年7月28日、東京高等裁判所も原告勝訴の判決を下した。被告アテストは8月10日、ニコンは11日にそれぞれ上告したが、2011年9月30日、最高裁判所において二審支持・上告棄却の判決。
- CITが労災に関して係争中。
- シーテックとコラボレートがそれぞれ退職金に関する係争を抱えている。
- 子会社の株式会社技能育成センター（現:株式会社プレミアライン）が「正社員募集」という虚偽の求人広告を出していた件で、元派遣社員に処罰と慰謝料を求める裁判を東京簡易裁判所に提起されている。2009年1月13日に408号法廷で第3回口頭弁論が開かれ、2009年3月3日に408号法廷で第4回口頭弁論が開かれた[3]。

### 原告として
計7件抱えている。
- クリスタルグループにとってマイナスとなる事件を記事にした東洋経済新報社、ダイヤモンド社、毎日新聞社、日刊現代社に対し、損害賠償請求を行っている。
  - このうち東洋経済新報社については、報道によれば2006年4月25日に東京地裁にて判決が下り、係争内容は記事掲載をめぐる損害賠償、請求額は名誉毀損として1億円、損害賠償として9億6,100万円（グッドウィルの事業計画書ではあわせての記載となっている）の、計10億6,100万円という名誉毀損裁判史上例がない超高額訴訟だということが明らかとなった。「この手の裁判ではきわめて高額である」と、のちに被告である東洋経済は批判している。判決は原告の請求の一部を認めて300万円の支払いと、計三文に限っての記事取り消し広告の掲載を命じる内容だったが、東洋経済新報社側は即日控訴。その後グッドウィル・グループによる買収を機に裁判所より和解勧告がなされて、クリスタル側が訴訟提起を全面的に取り下げるという形で和解が成立した[4]。詳細報告は東洋経済2007年3月3日号P94を参照のこと[5]。
  - 日刊現代社については5億円の損害賠償請求訴訟を提起している。2007年3月27日に地裁判決が下り、50万円の支払いが命じられている。控訴したかどうかは不明。
  - そのほかの請求額はダイヤモンド社が1億4千万円、毎日新聞社が5億円である。それぞれ事業計画書では社名が伏せられているが、記事の掲載時期と訴訟提起時期から容易に判定でき、赤旗の訴訟取り下げ報道[6]がそれを裏づけている。
  - この訴訟提起の乱発により、偽装請負の社会問題化が数年遅れたとも指摘されている（いわゆるSLAPP）。
- サンヨーナイスコーポレーション、コラボレート、C Styleが取引先・社員引き抜きをめぐる訴訟を起こしている。

## 行政処分
本グループの複数の子会社が以下の行政処分を受けている。2005年の2件については「週刊ダイヤモンド」に取り上げられた。
- 2004年3月24日に近畿運輸局が「クリスタル観光バス」に対する運行停止命令[7]
- 2004年10月18日に公正取引委員会が「クリスタル介護施設センター」に対する排除勧告[8]
- 2005年6月30日に東京労働局が「タイアップ」に対して業務改善命令
  - 同労働局のサイトからは掲載期間終了のため情報が消えている。
  - タ社は翌日「コラボレート」に吸収合併されたが、処分通知の中で命令履行義務が同社へ引き継がれることが念を押されていた。
  - 本件を受けてコラボレートは自主点検を行い、2005年8月に大阪労働局に対して改善報告書の提出を行っている。
- 2005年7月29日に愛知労働局が「C Style」に対する業務停止および改善命令[9]
  - 本処分は「クリスタルプロダクツ」が、労働安全衛生法違反による刑事罰確定を理由とした派遣許可取り消し命令を受ける前に、C社に吸収合併された事に伴うもの。停止対象はプロダクツの事業所のみで、停止期間は約一ヶ月。
- 2006年10月3日に大阪労働局が「コラボレート」に対する業務停止および改善命令[10]
  - 先述した東京労働局から業務改善命令を出されているなどの数々の行政指導・命令を受けているにもかかわらず、これらが改善されておらす、悪質と判断された。具体的には大阪労働局への先述した05年8月提出のものと06年春に同労働局が職権で求めた計2つの改善報告がなされた後で、同年7月に兵庫労働局の調査で姫路営業所において新たな偽装請負が発覚し業務改善命令を受けたことで、「事実と異なる報告がなされ、実効ある遵法体制が確立されていなかった」とされた。
  - 命令は全事業所に及ぶ。処分期間は姫路営業所が1ヶ月、他の全事業所が2週間。ただし10月3日付で契約中のものとその更新は対象外とされた。同時に事業改善命令も発令された。クリスタルグループが受けた行政処分では最も重いものとなった。
  - 処分当日あった柳沢伯夫厚生労働大臣の会見でも取り上げられた[11]。柳沢大臣は「処分が効果をあげ、こういうことがないように期待する」旨を述べている。

## 社会貢献活動等
2004年に発生した新潟県中越地震ではアプロやバンテクノ等、クリスタルグループ構成各社で募金活動が行われた。

## グループ企業
2014年9月1日現在。

### 国内
技術
- シーテック（総合エンジニアリング人材派遣、現：株式会社テクノプロの社内カンパニー「テクノプロ・デザイン社」）
  - CIT（電子・電気機器、ソフトウェア・情報処理、機械などの開発系人材派遣）を2009年1月に吸収合併。
  - TST（開発・設計・生産・製造系人材派遣）を2009年1月に吸収合併。
  - バンテクノ（総合エンジニアリング人材派遣）を2009年1月に吸収合併。
- CSI（ソフトウェア開発系人材派遣、現：株式会社テクノプロの社内カンパニー「テクノプロ・IT社」）
- ハイテック（化学・バイオ系人材派遣、現：株式会社テクノプロの社内カンパニー「テクノプロ・R&D社」）
  - メディカルリサーチ（医療・臨床開発・研究・治験・モニタリング/人材派遣）を2007年12月に吸収合併。

障害者雇用
- プレミア・スマイル（障害者の雇用促進を目的する。事務所内軽作業など。現：テクノプロ・スマイル。）

### 海外
アメリカ
- Technical Aid Corporation
- Will Staff, Inc.
- Advantage, Inc.
- Trent Tree, Inc.
- GW Premire America, Inc.

ヨーロッパ
- Crone Corkill UK Limited
- Technical Aid Corporation UK Limited
- GW Premire Europe B.V.

### かつて関連会社だった企業
旧クリスタル系
- クリスタル介護センター
- クリスタル介護施設センター

上記2社は2007年10月19日にグッドウィル・グループの介護事業撤退の一環として事業譲渡され、グループから離脱済み。
- クリスタル観光バス（もとは東京近鉄観光バスなど大手私鉄系の観光バス会社数社。現在は東京バスグループとなり大阪バス近畿などに社名変更。和歌山のみ野鉄観光系列となる。）
- クリスタルタクシー（大阪名鉄タクシー・大分近鉄タクシーなど大手私鉄系を買収したもので、大阪・和歌山・三重・大分の各府県で事業を展開している。グループからの離脱後も和歌山など社名・マークをそのままとしている会社もある）
- クリスタル旅行（マイカル系列の旅行会社「マイカルツアーズ」を買収したもの。2007年夏に全株式を香港のエキスプレスグループの日本法人に売却）
- クリスタルショップ（「100円ショップ・クリスタル」を運営していたが、2007年3月に全株式をキャンドゥに売却）

旧グッドウィル・プレミア系
- プレミア・メディカルケア（医療・介護・看護師・介護福祉士・看護助手・外来受付）
- 日構シーエスエス（建設・設備系エンジニアリング人材派遣）

事務
- プレミア・スタッフ（長期系人材派遣業、現在はピーアンドピーの子会社ピーアンドピー・キャリア）
  - プレミア・サービス（中短期系人材派遣業）の事務派遣部門を2008年10月に吸収合併。
  - CBS（営業）を2008年4月に吸収合併。
    - プレミア・オペレーション（一般労働者派遣事業）を2007年9月に事業譲渡。
    - CAS（特定労働者派遣事業）を2007年9月に事業譲渡。

製造
- プレミア・ライン（長期系人材派遣業、旧社名・アクティス→コラボレート→ハイライン。現在はトラスト・テックの子会社TTMに譲渡）
  - プレミア・サービス（中短期系人材派遣業）の製造派遣部門を2008年10月に吸収合併。
  - 旧C style（マナー教育、安全教育）を2007年11月に吸収合併。
  - 技能育成センター（製造技術育成事業）を2009年1月に吸収合併。

## テレビCM
交響曲第5番 ハ短調「運命」第1楽章にのせて「クリスタル」と合唱するCMが2004年に放映された。キャッチコピーは「いつも、新しいことを。」。また、2002年から2003年には島木譲二、池乃めだかが出演するCMが放映された。